# Källö-Knippla
Källö-Knippla – miejscowość (tätort) w Szwecji, w regionie administracyjnym (län) Västra Götaland, w gminie Öckerö.
Według danych Szwedzkiego Urzędu Statystycznego liczba ludności wyniosła: 331 (31 grudnia 2015), 303 (31 grudnia 2018) i 290 (31 grudnia 2019).